# Championnats d'Europe de beach tennis 2010
 (mars 2024).
Si vous disposez d'ouvrages ou d'articles de référence ou si vous connaissez des sites web de qualité traitant du thème abordé ici, merci de compléter l'article en donnant les références utiles à sa vérifiabilité et en les liant à la section « Notes et références ».
Navigation
Édition précédente Édition suivante
Les championnats d'Europe de beach tennis 2010, troisième édition des championnats d'Europe de beach tennis, ont eu lieu du 10 au 12 septembre 2010 à Antalya, en Turquie. Le double masculin a été remporté par les Italiens Alex Mingozzi et Matteo Marighella, le double féminin par les Italiennes Laura Olivieri et Simona Briganti et le double mixte par les Italiens Simona Briganti et Alex Mingozzi.